# Mark Collie
George Mark Collie (18 januari 1956) is een Amerikaanse countryzanger, -gitarist, songwriter, producent, acteur en geldinzamelaar voor diabetesonderzoek type 1. Hij heeft prijzen en lof gewonnen voor zijn muziek, zijn acteerwerk en zijn filantropie. Zijn zangcarrière omvatte vijf albums van grote labels: vier voor MCA Nashville en één voor Giant Records. Zestien van zijn singles stonden in de Hot Country Songs, waaronder de toptienhits Even the Man in the Moon Is Cryin en Born to Love You.
Collie heeft ook liedjes geschreven voor Aaron Tippin, Alabama, Garth Brooks, Tim McGraw en JT Hodges. Zijn acteercarrière omvat rollen in Fire Down Below, The Punisher en Kill Switch.
Vanaf het begin van zijn optreden en opnamecarrière trokken Collie's zang- en speelstijl vergelijkingen met Bruce Springsteen en Johnny Cash als resultaat van Collie's combinatie van rockabilly-energie, intensiteit en slimme songwriting.

## Biografie

### Hardin County LineenRaised in Black & White
Collie begon zijn carrière bij MCA Records in 1989, nadat hij was ontdekt door labelvertegenwoordigers. Tony Brown, de toenmalige president van het label, hielp Collie zijn contract binnen te halen. Zijn debuutalbum Hardin County Line werd uitgebracht in 1990, met Brown en Doug Johnson als coproducent. Het album produceerde de vier singles Something with a Ring to It, Looks Aren't Everything, het titelnummer en Let Her Go, de hoogste van de vier op #18 in de Hot Country Songs. Zijn B-kant Where There Smoke was later een Top 40-single voor Archer/Park in 1994.
Zijn tweede album Born and Raised in Black & White produceerde Top 40 singles met Calloused Hands en She's Never Comin' Back, terwijl It Don't Take a Lot piekte op #70. Steve Huey van Allmusic omschreef het album als meer gepolijst dan zijn voorganger.

### Mark CollieenUnleashed
Collie's derde album Mark Collie voor MCA werd geproduceerd door Don Cook. Het was goed voor zijn twee hoogste hitsingles Even the Man in the Moon Is Cryin' op #5 en Born to Love You op #6. Na die twee nummers haalden Shame Shame Shame Shame en Something's Gonna Change Her Mind ook allebei de top 30. Brian Mansfield schreef dat het album meteen een beweging naar de mainstream was en een terugkeer naar Collie's rockabilly-roots in West Tennessee.
Unleashed werd uitgebracht in 1994. De eerste single It Is No Secret haalde de Top 40 niet, terwijl de enige andere publicatie Hard Lovin 'Woman #13 haalde. Het album bevatte gastvocalen van Deborah Allen, Carlene Carter en James House.

### Midden jaren 1990-heden
Collie tekende in 1995 bij Giant Records. Zijn enige album voor het label was Tennessee Plates, dat Collie samen met James Stroud produceerde. De twee hitsingles waren Three Words, Two Hearts, One Night, zijn laatste Top 40-vermelding in de country chart, en Steady as She Goes. Na deze twee nummers stond hij op #72 met Love to Burn, dat hij opnam voor de multi-artist compilatie NASCAR: Hotter than Asphalt bij Columbia Records. Collie coverde Rapid Roy (The Stock Car Boy) van Jim Croce op het tribute-album Jim Croce: A Nashville Tribute uit 1997. In 1998 bracht MCA de compilatie Even the Man in the Moon Is Cryin' uit de budgetlijn uit, die een aantal van zijn MCA-singles bevatte.
Hij bracht geen ander album uit tot Rose Covered Garden in 2006. Het live-album Alive at Brushy Mountain werd uitgebracht in 2012.
Hij heeft op het podium opgetreden met vele artiesten, waaronder Tim McGraw, Kenny Chesney en Johnny Cash. Hij blijft actief op tournee, zowel in de Verenigde Staten als in Europa.
In september 2013 tekende Collie bij 101 Ranch Records en was de eerste artiest die bij hen tekende. Ik vind het geweldig om een nieuw thuis te hebben bij 101 Ranch Records en om samen te werken met een geweldig team met Doug, Bob en Tammy, zegt Mark Collie. Er komen een aantal nieuwe en opwindende projecten aan de horizon waar ik naar uitkijk om bij het label te debuteren.

### Songwriting en productie
Collie's songwritingcredits omvatten Garth Brooks, Tim McGraw, Alabama en George Jones. Hij is ook bekend met het schrijven van liedjes voor Hollywood-films, zoals Lions Gate's The Punisher met John Travolta en Fire Down Below met Steven Seagal.
Naast zijn eigen opnamen, heeft Collie albums geproduceerd of gecoproduceerd voor Brandt Vogel, JT Hodges, Kyle Sherman en de Horn Family.

## Acteren
Collie heeft opgetreden in televisieseries en films, onafhankelijke speelfilms en Hollywood-speelfilms. Beginnend in 1994 en doorlopend te presenteren, heeft Collie verschillende personages gespeeld, waaronder in 1999 Johnny Cash in de korte film I Still Miss Someone, die hij ook samen met filmmaker John Lloyd Miller schreef en produceerde. Collie is verschenen als Frankie Gray in de ABC-serie Nashville. Collie had een kleine rol als huurmoordenaar Harry Heck, waar hij in 2004 het nummer In Time speelde voor Castle, The Punisher.

## Filantropie
Collie werd als tiener gediagnosticeerd met diabetes type 1 en in het begin van de jaren 1990, nadat hij succes had geboekt als countryzanger, begon Collie een reeks celebrity/NASCAR-evenementen, waaronder Legend Car-races en -concerten die miljoenen dollars hebben opgehaald voor onderzoek naar een remedie voor type 1 juveniele diabetes. Collie's inspanningen hebben geresulteerd in een onderzoeksstoel aan de Vanderbilt University, de Mark Collie-leerstoel in diabetesonderzoek en zijn Mark Collie Foundation blijft donaties genereren.
In februari 1991 maakte Collie deel uit van een gefilmd benefietconcert in Centennial Park in Nashville (Tennessee), samen met George Jones om de Amerikaanse troepen te groeten in Operatie Desert Storm. Het concert werd gefilmd door regisseur John Lloyd Miller en gratis verspreid onder Armed Forces Television en aan Amerikaanse troepen in het hele Midden-Oosten.
Op 3 april 1996 hielpen Aaron Tippin en Mark Collie bij het organiseren en laden van een vrachtvliegtuig met 25.000 cassettes voor gratis distributie aan Amerikaanse troepen in Bosnië en kregen ze later de American Spirit Award van de Amerikaanse luchtmacht voor hun inspanningen.
Collie heeft gedurende zijn hele carrière bij benefits gepresteerd voor een diverse verzameling doelen, waaronder The Nashville Food Bank, The Blue Note Fund, Fallen Police en Victims of Domestic Violence.

## Privéleven
In februari 2001 hield Mark Collie de lofrede voor raceautolegende Dale Earnhardt tijdens een herdenkingsdienst met optredens van Vince Gill en Steve Wariner in het Gaylord Entertainment Center in Nashville, Tennessee.
Collie trouwde op 24 oktober 2009 tijdens een privéceremonie in Columbia (Tennessee) met zijn oude vriendin Tammy Stewart. De twee verdeelden hun tijd tussen hun huis in Fort Worth, Texas en Nashville, Tennessee.
Hij is van Schots-Ierse, Duitse en Japanse afkomst.

## Discografie

### Studioalbums
- 1990 - Hardin County Line
- 1993 - Mark Collie
- 1991 - Born And Raised In Black & White
- 1994 - Unleashed
- 1995 - Tennessee Plates
- 2006 - Rose Covered Garden
- 2012 - Alive at Brushy Mountain State Penitentiary